# Шерстино (Гагинский район)
Шерстино — деревня в составе Гагинского сельсовета Гагинского района Нижегородской области.
Деревня располагается на левом берегу реки Пьяны около впадения в неё Новаженки.